# Илич, Саша (1977)
Са́ша И́лич (серб. Саша Илић; род. 30 декабря 1977[…], Пожаревац, Подунавское МРС) — сербский футболист, полузащитник; тренер.

## Биография
Играл за «Партизан» почти десять лет, не считая полугода, проведённого на правах аренды в «Сельте». В составе клуба из Белграда принимал участие в матчах Лиги чемпионов против «Спартака» в сезоне 1999/2000. Эти игры закончились не в пользу «Партизана».
Он известен как плеймейкер и автор голов. Летом 2005 года перешёл в «Галатасарай». Получил престижный номер 10, пришедший на смену 22-му номеру, под которым Илич играл в «Партизане». В сезоне 2005/06 забил 12 голов.
Был взят в команду Сербии и Черногории на Кубок мира 2006 года в Германии. Забил гол в матче со сборной Кот-д’Ивуара, который завершился со счётом 3:2 (последний гол в истории сборной Сербии и Черногории).
4 мая 2024 года стал главным тренером «Пари НН». 5 октября 2024 года был уволен из «Пари НН» после 11-го тура чемпионата России 2024/25, сразу после ничьи с «Акроном» (2:2). В 16 матчах сезона «Пари НН» проиграл 11 раз. Вместо Илича главным тренером «Пари НН» стал Виктор Гончаренко. 7 июля 2025 года был назначен главным тренером азербайджанского «Сумгаита».

## Достижения
- Чемпион Сербии (2): 2011/12, 2012/13
- Чемпион Турции: 2005/06